# احمد کایاکسن
احمد کایاکسن (ترکی استانبولی: Ahmet Kayakesen؛ زادهٔ ۲۷ سپتامبر ۱۹۸۸) بازیگر اهل ترکیه است.
وی از سال ۲۰۰۴ میلادی تاکنون مشغول فعالیت بوده است. از فیلم‌ها یا برنامه‌های تلویزیونی که وی در آن
ایفای نقش کرده است می‌توان به سیب ممنوعه و هرجایی اشاره کرد.